# Ерік-Луїс Бессі
Ерік-Луїс Бессі (фр. Eric-Louis Bessi; нар. 23 листопада 1958) — монегаський дзюдоїст. Брав участь у літніх Олімпійських іграх 1984 року та літніх Олімпійських іграх 1988 року. Його син, Седрік, також представляв Монако в дзюдо на Олімпійських іграх, виступаючи на літніх Іграх 2020 року